# 1044

## Evenimente
- septembrie: Papa Benedict al IX-lea este forțat să abdice, fiind succedat de Papa Silvestru al III-lea.

## Nașteri
- dată necunoscută: Abelard de Hauteville  (d. 1081)

## Decese
- dată necunoscută: Matilda de Frisia  (n. 1024)
- 19 aprilie: Gothelo I de Lotharingia Inferioară  (n. 967)
- dată necunoscută: Poppo I de Carniola  (n. ?)